# Фридрих фон Хоенцолерн
Фридрих Виктор Пиус Александер Леополд Карл Теодор Фердинанд фон Хоенцолерн-Зигмаринген (на немски: Friedrich Viktor Pius Alexander Leopold Karl Theodor Ferdinand von Hohenzollern-Sigmaringen; * 30 август 1891, Хайлгендам, Мекленбург; † 6 февруари 1965, Краухенвиз, Баден-Вюртемберг) от род Хоенцолерн, е принц на Хоенцолерн-Зигмаринген (1927 – 1965). Той е кралски пруски полковник и от 1927 до 1965 г. шеф на бившата княжеска фамилия Хоенцолерн. Наричан е княз.

## Живот
Той е син на княз Вилхелм фон Хоенцолерн (1864 – 1927), последният княз на Хоенцолерн (1905 – 1918) и кралски пруски генерал, и съпругата му принцеса Мария Тереза Бурбонска от Двете Сицилии (1867 – 1909), дъщеря на принц Лудвиг Бурбон-Сицилиански (1838 – 1886) и херцогиня Матилда Лудовика Баварска (1843 – 1925). Брат близнак е на принц Франц Йозеф фон Хоенцолерн-Зигмаринген (1891 – 1964), който влиза в SS, женен от 1921 г. за Мария Аликс Саксонска (1901 – 1990), сестра на съпругата му Маргарета Карола Саксонска. По-голямата му сестра Августа-Виктория (1890 – 1966) е омъжена I. 1913 г. за бившия крал Мануел II Португалски (1889 – 1932), II. 1939 г. за граф Роберт Дуглас.
През 1915 г. баща му се жени втори път за принцеса Аделгунда Баварска (1870 – 1958), дъщеря на крал Лудвиг III Баварски (1845 – 1921), последният крал на Бавария (1913 – 1918), и ерцхерцогиня Мария Тереза Австрийска-Есте, принцеса на Модена (1849 – 1919).
Наследственият принц следва горско стопанство и национална икономика. Той участва в Първата световна война в походите на Запад и Изток, в Италия и в Карпатите и ръководи петия резервен батальон. През 1919 г. той напуска активната военна служба.
Фридрих Виктор управлява до смъртта на баща си през 1927 г. дворец Умкирх при Фрайбург в Брайсгау, който наследил от братовчед му румънския крал Карол I.
През 1935 г. Фридрих получава от Нацистка Германия предиката Кралско величие. Той няма право да участва във войската. През началото на септември 1944 г. той и фамилията му трябва да напуснат двореца в Зигмаринген, понеже е необходим за квартира на Виши-Режима. Фамилията е интернирана в дворец Вилфлинген в Лангененслинген. С края на Втората световна война княжеският род Хоенцолерн загубва две трети от собствеността си.
Той дарява имоти на манастири, грижи се за изгонените от родината им, организира социални жилища, в дворец Краухенвиз организира Малтийски детски дом за деца-бегълци и военни сираци.
Фридрих Виктор фон Хоенцолерн-Зигмаринген умира на 6 февруари 1965 г. на 73 години в Краухенвиз.

## Фамилия
Фридрих Виктор се жени на 2 юни 1920 г. в дворец Сибиленорт, Силезия, за принцеса Маргарета Карола Саксонска (* 24 януари 1900, Дрезден; † 16 октомври 1962, Фрайбург в Брайсгау), дъщеря на крал Фридрих Август III от Саксония (1865 – 1932), абдикира 1918 г., и ерцхерцогиня Луиза от Австрия-Тоскана (1870 – 1947), дъщеря на последния тоскански велик херцог Фердинанд IV. Те имат седем деца:
- Бенедикта Мария Антония Матилда Анна фон Хоенцолерн-Зигмаринген (* 19 февруари 1921, Зигмаринген; † 11 октомври 2011, Зигмаринген), омъжена на 4 януари 1942 г. за граф Хайнрих Мария фон Валдбург-Волфег-Валдзее (* 16 септември 1911; † 25 май 1972); имат десет деца
- Мария Аделгунда Алица Луиза Жозефина фон Хоенцолерн-Зигмаринген (* 19 февруари 1921, Зигмаринген; † 23 май 2006, Фрауенфелд), омъжена I. на 31 август 1942 г. в Зигмаринген (развод на 14 юли 1948, бракът е анулиран на 24 март 1950 г.) в Зигмаринген за принц Константин Баварски (* 15 август 1920; † 30 юли 1969), II. на 25 март 1950 г. (развод 1962 г.) за Вернер Хес (* 20 септември 1907), III. на 9 февруари 1973 г. във Фрауенфелд, Швейцария, за Ханс Хубер (* 12 май 1909, Фрауенфелд, Швейцария) и от 9 февруари 1973 г. се нарича Хубер.
- Мария Терезия Лудовика Цецилия Цита Елизабет Хилда Агнес фон Хоенцолерн-Зигмаринген (* 11 октомври 1922, Зигмаринген; † 13 декември 2004)
- Фридрих Вилхелм Фердинанд Йозеф Мария Мануел Георг Майнрад Фиделис Бенедикт Михаел Хуберт фон Хоенцолерн-Зигмаринген (* 3 февруари 1924, дворец Умкирх; † 16 септември 2010, Умкирх), княз на Хоенцолерн-Зигмаринген, женен на 5 януари 1951 г. в Зигмаринген и рел. на 3 февруари 1951 г. в Аморбах, Бавария, за принцеса Маргарита Илеана Виктория фон Лайнинген (* 9 май 1932, Кобург; † 16 юни 1996, Юберлинген); има трима сина
- Франц Йотеф фон Хоенцолерн-Зигмаринген (* 15 март 1926, замък Умкир; † 13 май 1996, Зигмаринген), принц на Хоенцолерн-Зигмаринген, женен I. на 15 юли 1950 г. в Регенсбург (развод 30 октомври 1951, Брайзгау, анулиран 7 декември 1954) за принцеса Мария Фердинанда фон Турн и Таксис (* 29 декември 1927, Шлос Хауз), II. на 15 март 1955 г. в Лондон (развод 19 януари 1961 в Щутгарт, анулиран 17 януари 1980) за принцеса Диана Маргерита Борбон-Парма (* 22 май 1932, Париж)
- Йохан Георг Карл Леополд Айтел-Фридрих Майнрад Мария Хубертус Михаел фон Хоенцолерн-Зигмаринген (* 31 януари 1932, дворец Зигмаринген; † 2 март 2016), принц на Хоенцолерн-Зигмаринген, генерален директор на Баварския национален музей (1986 – 1991) и ръководител на Баварската държавна колекция по изкуство (1991 – 1998), женен на 25 май 1961 г. в Стокхолм и рел. на 30 май 1961 г. в дворец Зигмаринген за шведската принцеса Биргита Ингеборг Алица Бернадота (* 19 януари 1937, Хага, Стокхолм); има два сина и една дъщеря
- Ферфред Максимилиан Пиус Майнрад Мария Хуберт Михаел Юстинус фон Хоенцолерн-Зигмаринген (* 14 април 1943, замък Умкирх), принц на Хоенцолерн-Зигмаринген, женен I. (морг.) на 21 септември 1968 г. в дворец Зигмаринген (развод 1973) за Ангела Елизабет Ернестина Хермина Гера Рената фон Морген (* 11 ноември 1942; † 11 януари 2018), II. (морг.) на 7 април 1977 г. в Бузинген (развод 1987) за Елиана Етер (* 4 май 1947); от двата брака има четири деца, по две дъщери и двама сина